# Liste der Einträge im National Register of Historic Places im Clallam County
Diese Liste der Einträge im National Register of Historic Places im Clallam County enthält alle im Clallam County, Washington in das National Register of Historic Places eingetragenen Gebäude, Bauwerke, Objekte, Stätten oder historischen Distrikte.
Diese Liste entspricht dem Bearbeitungsstand des National Park Service/National Register of Historic Places vom 16. August 2024.

## Legende
| NRHP | Historic Place             |
| HD   | National Historic District |

## Aktuelle Einträge
| [ 2 ] | Name                                                 | Bild                                       | Eintragsdatum                 | Lage | Ort               | Beschreibung |
| ----- | ---------------------------------------------------- | ------------------------------------------ | ----------------------------- | --- | ----------------- | ------------ |
| 1     | Aircraft Warning Service Observation Tower           | Aircraft Warning Service Observation Tower | 29. Apr. 1993 ID-Nr. 93000363 | 216 Spring Road 48° 6′ 8,2″ N, 123° 15′ 0,6″ W                                                                         | Agnew             |              |
| 2     | Altair Campground Community Kitchen                  | weitere Bilder                             | 13. Juli 2007 ID-Nr. 07000732 | am Elwha River südlich von Elwha im Olympic National Park 48° 0′ 41″ N, 123° 35′ 34,1″ W                               | Port Angeles      |              |
| 3     | Beaver School                                        | Beaver School                              | 19. Nov. 1992 ID-Nr. 92001591 | am US 101 nordöstlich von Beaver 48° 3′ 49″ N, 124° 18′ 30,3″ W                                                        | Beaver            |              |
| 4     | Blue Mountain School                                 | Blue Mountain School                       | 5. Nov. 1987 ID-Nr. 87001938  | 1986 Blue Mountain Road, südöstlich von Port Angeles 48° 3′ 1,2″ N, 123° 16′ 28,7″ W                                   | Port Angeles      |              |
| 5     | Canyon Creek Shelter                                 | weitere Bilder                             | 13. Juli 2007 ID-Nr. 07000712 | am Sol Duc Trailhead und südwestlich von Port Angeles 47° 57′ 7,6″ N, 123° 49′ 14,6″ W                                 | Port Angeles      |              |
| 6     | Clallam County Courthouse                            | weitere Bilder                             | 7. März 2025 ID-Nr. 87001459  | 319 Lincoln Street 48° 6′ 57,2″ N, 123° 25′ 59,9″ W                                                                    | Port Angeles      |              |
| 7     | Dungeness River Bridge                               | weitere Bilder                             | 16. Juli 1982 ID-Nr. 82004201 | über den Dungeness River am Railroad Bridge Park und am Ende der West Hendrickson Road 48° 5′ 7,2″ N, 123° 8′ 52,4″ W  | Sequim            |              |
| 8     | Dungeness School                                     | weitere Bilder                             | 19. Mai 1988 ID-Nr. 88000627  | 657 Towne Road 48° 8′ 33,9″ N, 123° 7′ 42,2″ W                                                                         | Dungeness         |              |
| 9     | Eagle Ranger Station                                 | weitere Bilder                             | 13. Juli 2007 ID-Nr. 07000713 | entlang der Upper Sol Duc Road, südwestlich von Port Angeles 47° 58′ 19,7″ N, 123° 51′ 51,9″ W                         | Port Angeles      |              |
| 10    | Elkhorn Guard Station                                |                                            | 13. Juli 2007 ID-Nr. 07000714 | entlang dem Elwha River Trail, südlich von Elwha 47° 52′ 23,1″ N, 123° 28′ 9,8″ W                                      | Port Angeles      |              |
| 11    | Elwha Campground Community Kitchen                   | weitere Bilder                             | 13. Juli 2007 ID-Nr. 07000735 | am Elwha River südlich von Elwha 48° 1′ 39,8″ N, 123° 35′ 17,2″ W                                                      | Port Angeles      |              |
| 12    | Elwha Ranger Station                                 | weitere Bilder                             | 13. Juli 2007 ID-Nr. 07000716 | am Elwha River südlich von Elwha 48° 0′ 59,4″ N, 123° 35′ 25,7″ W                                                      | Port Angeles      |              |
| 13    | Elwha River Bridge                                   | Elwha River Bridge                         | 16. Juli 1982 ID-Nr. 82004200 | am Elwha River und der Elwha River Road, westlich von Port Angeles 48° 6′ 49,6″ N, 123° 33′ 13,4″ W                    | Port Angeles      |              |
| 14    | Elwha River Hydroelectric Power Plant                | weitere Bilder                             | 15. Dez. 1988 ID-Nr. 88002741 | am Elwha River und der Lower Dam Road, südwestlich von Port Angeles 48° 5′ 41,9″ N, 123° 33′ 24,1″ W                   | Port Angeles      |              |
| 15    | Emery Farmstead                                      | Emery Farmstead                            | 16. Dez. 1988 ID-Nr. 88002746 | an der Straßenkreuzung der Emery Road und der Emery Lane, südöstlich von Port Angeles 48° 4′ 11,7″ N, 123° 15′ 46,3″ W | Port Angeles      |              |
| 16    | Fifteen Mile Shelter                                 |                                            | 13. Juli 2007 ID-Nr. 07000715 | entlang des North Fork Bogachiel River Trail, südwestlich von Port Angeles 47° 54′ 10,3″ N, 124° 1′ 18,7″ W            | Port Angeles      |              |
| 17    | Glines Canyon Hydroelectric Power Plant              | weitere Bilder                             | 15. Dez. 1988 ID-Nr. 88002742 | am Elwha River entlang der Olympic Hot Springs Road, südwestlich von Port Angeles 48° 0′ 7,3″ N, 123° 35′ 59,7″ W      | Port Angeles      |              |
| 18    | Hoko River Archeological Site                        |                                            | 21. März 1978 ID-Nr. 78002735 | Adresse nicht veröffentlicht                                                                                           | Pysht             |              |
| 19    | Hoko River Rockshelter Archeological Site            |                                            | 27. März 1980 ID-Nr. 80003997 | Adresse nicht veröffentlicht                                                                                           | Sekiu             |              |
| 20    | Humes Ranch Cabin                                    | weitere Bilder                             | 14. Sep. 1977 ID-Nr. 77001332 | am Elwha River entlang dem Geyser Valley Trail, südwestlich von Port Angeles 47° 56′ 58,6″ N, 123° 32′ 48″ W           | Port Angeles      |              |
| 21    | Hyak Shelter                                         |                                            | 13. Juli 2007 ID-Nr. 07000721 | entlang des North Fork Bogachiel River Trail, südwestlich von Port Angeles 47° 55′ 21,9″ N, 123° 58′ 23,7″ W           | Port Angeles      |              |
| 22    | John A. Hyer Farm                                    | weitere Bilder                             | 29. Juli 1994 ID-Nr. 94000797 | Adresse nicht veröffentlicht                                                                                           | Sequim            |              |
| 23    | Manis Mastodon site                                  | weitere Bilder                             | 21. März 1978 ID-Nr. 78002736 | Adresse nicht veröffentlicht                                                                                           | Sequim            |              |
| 24    | Masonic Temple                                       | weitere Bilder                             | 11. Mai 1989 ID-Nr. 89000400  | 622 South Lincoln Street 48° 6′ 48,5″ N, 123° 26′ 11,8″ W                                                              | Port Angeles      |              |
| 25    | McAlmond House                                       | McAlmond House                             | 9. Aug. 1976 ID-Nr. 76001879  | 242 Twin View Drive 48° 8′ 47,7″ N, 123° 8′ 6,8″ W                                                                     | Sequim            |              |
| 26    | Michael’s Cabin                                      | weitere Bilder                             | 13. Juli 2007 ID-Nr. 07000733 | am Elwha River Trail, südöstlich von Elwha 47° 57′ 11,4″ N, 123° 33′ 15,4″ W                                           | Elwha             |              |
| 27    | Naval Lodge Elks Building                            | Naval Lodge Elks Building                  | 2. Mai 1986 ID-Nr. 86000956   | 131 East First Street 48° 7′ 7″ N, 123° 25′ 54,6″ W                                                                    | Port Angeles      |              |
| 28    | New Dungeness Light Station                          | weitere Bilder                             | 30. Nov. 1993 ID-Nr. 93001338 | am Dungeness Spit, nördlich von Sequim 48° 10′ 54,3″ N, 123° 6′ 37″ W                                                  | Sequim            |              |
| 29    | North Fork Sol Duc Shelter                           |                                            | 13. Juli 2007 ID-Nr. 07000725 | entlang des North Fork Sol Duc River Trail, südöstlich von Port Angeles 47° 59′ 59,2″ N, 123° 45′ 47,8″ W              | Port Angeles      |              |
| 30    | Olympic National Park Headquarters Historic District | weitere Bilder                             | 13. Juli 2007 ID-Nr. 07000720 | 600 East Park Avenue 48° 5′ 59,2″ N, 123° 25′ 57,1″ W                                                                  | Port Angeles      |              |
| 31    | Ozette Indian Village Archeological Site             | weitere Bilder                             | 11. Jan. 1974 ID-Nr. 74000916 | Adresse nicht veröffentlicht                                                                                           | La Push           |              |
| 32    | Joseph Paris House                                   | Joseph Paris House                         | 5. Nov. 1987 ID-Nr. 87001939  | 101 East 5th Street 48° 6′ 56,3″ N, 123° 26′ 10,7″ W                                                                   | Port Angeles      |              |
| 33    | Port Angeles Civic Historic District                 | Port Angeles Civic Historic District       | 4. Mai 2011 ID-Nr. 11000259   | 207, 215, 217 und 319 South Lincoln Street 48° 6′ 59″ N, 123° 25′ 58,5″ W                                              | Port Angeles      |              |
| 34    | Pyramid Peak Aircraft Warning Service Lookout        | weitere Bilder                             | 13. Juli 2007 ID-Nr. 07000726 | am Ende des Pyramid Peak Trail, westlich von Port Angeles 48° 4′ 28,2″ N, 123° 48′ 27,6″ W                             | Port Angeles      |              |
| 35    | Peter Roose Homestead                                | weitere Bilder                             | 13. Juli 2007 ID-Nr. 07000723 | nördlich vom Cape Alava Trail und westlich von Ozette 48° 9′ 42,2″ N, 124° 42′ 25,3″ W                                 | Port Angeles      |              |
| 36    | Rosemary Inn                                         | weitere Bilder                             | 17. Juli 1979 ID-Nr. 79001033 | östlich von Barnes Point im südlichen Bereich des Lake Crescent 48° 3′ 35,4″ N, 123° 47′ 38,6″ W                       | Port Angeles      |              |
| 37    | St. Andrew’s Episcopal Church                        | St. Andrew’s Episcopal Church              | 5. Nov. 1987 ID-Nr. 87001942  | 206 South Peabody Street 48° 6′ 57,1″ N, 123° 25′ 45,6″ W                                                              | Port Angeles      |              |
| 38    | Sekiu School                                         | Sekiu School                               | 1. Mai 1991 ID-Nr. 91000539   | 42 Rice Street 48° 15′ 47″ N, 124° 18′ 7,7″ W                                                                          | Sekiu             |              |
| 39    | Sequim Opera House                                   | Sequim Opera House                         | 28. Mai 1991 ID-Nr. 91000632  | 119 North Sequim Avenue 48° 4′ 48,3″ N, 123° 6′ 9,4″ W                                                                 | Sequim            |              |
| 40    | Singer’s Lake Crescent Tavern                        | weitere Bilder                             | 13. Juli 2007 ID-Nr. 07000724 | südlich vom Barnes Point im südlichen Bereich des Lake Crescent 48° 3′ 26,1″ N, 123° 47′ 56,9″ W                       | Port Angeles      |              |
| 41    | Slip Point Light Station                             | weitere Bilder                             | 16. Mai 2023 ID-Nr. 100009001 | östliches Ende der Clallam Bay 48° 15′ 52,2″ N, 124° 15′ 3,6″ W                                                        | Clallam Bay       |              |
| 42    | Storm King Ranger Station                            | weitere Bilder                             | 13. Juli 2007 ID-Nr. 07000730 | südöstlich von Barnes Point im südlichen Bereich des Lake Crescent 48° 3′ 28,4″ N, 123° 47′ 18,9″ W                    | Port Angeles      |              |
| 43    | Tatoosh Island                                       | weitere Bilder                             | 16. März 1972 ID-Nr. 72001267 | Cape Flattery 48° 23′ 31,5″ N, 124° 44′ 10,2″ W                                                                        | Olympic Peninsula |              |
| 44    | Three Forks Shelter                                  |                                            | 13. Juli 2007 ID-Nr. 07000728 | am Zusammenfluss von Grand Creek und Cameron Creek und entlang des Three Forks Trail 47° 54′ 56,3″ N, 123° 14′ 51,5″ W | Sequim            |              |
| 45    | Tse whit zen Village                                 | Tse whit zen Village                       | 8. Okt. 2014 ID-Nr. 14000848  | Adresse nicht veröffentlicht                                                                                           | Port Angeles      |              |
| 46    | U.S. Post Office                                     | U.S. Post Office                           | 1. Sep. 1983 ID-Nr. 83003321  | 138 West 1st Street 48° 7′ 10,3″ N, 123° 26′ 7,2″ W                                                                    | Port Angeles      |              |
| 47    | US Quarantine Station Surgeon’s Residence            | US Quarantine Station Surgeon’s Residence  | 11. Mai 1989 ID-Nr. 89000401  | 101 Discovery Way, Diamond Point 48° 5′ 37,2″ N, 122° 55′ 13,2″ W                                                      | Sequim            |              |
| 48    | Wedding Rock Petroglyphs                             | weitere Bilder                             | 3. Apr. 1976 ID-Nr. 76000951  | Adresse nicht veröffentlicht                                                                                           | Forks             |              |
| 49    | Wendel Property                                      |                                            | 13. Juli 2007 ID-Nr. 07000739 | 3723 East Beach Road, westlich von Piedmont 48° 5′ 40,9″ N, 123° 48′ 7″ W                                              | Port Angeles      |              |